# Plagiotremus phenax
Plagiotremus phenax är en fiskart som beskrevs av Smith-vaniz, 1976. Plagiotremus phenax ingår i släktet Plagiotremus och familjen Blenniidae. Inga underarter finns listade i Catalogue of Life.